# Josep Barceló Moner
Pep Barceló Moner (Palma de Mallorca, 1924 - Palma de Mallorca, 12 de octubre de 2002) fue un arquitecto y pintor español. Era hijo del también pintor Pedro J. Barceló.

## Biografía
Barceló estudió arquitectura en la Escuela Técnica Superior de Arquitectura de Barcelona (1946-52) i allí se doctoró en 1964. Ejerció como profesor de Dibujo en la Escuela de artes aplicadas y oficios artísticos de Palma (1954-68), fue arquitecto escolar provincial de Baleares (1957-63) y fue presidente de la delegación balear del Colegio de Arquitectos de Cataluña y Baleares (1976-78).
En su obra como arquitecto destaca especialmente el diseño y construcción del Estadio Balear (1959-60). Como pintor cultivó especialmente el paisaje y el retrato. Ofreció exposiciones monográficas en 1984, 1986 y 1987.